# Gaius Calpurnius Piso (consul in 67 v.Chr.)
Gaius Calpurnius Piso was in 67 v.Chr. samen met Manius Acilius Glabrio consul van Rome.
Hij behoorde tot de "factie" van de Optimates, en leidde als consul de oppositie tegen de door de tribunus plebis Aulus Gabinius voorgestelde wetgeving, waardoor Gnaius Pompeius Magnus zou worden bekleed met buitengewone bevoegdheden om de oorlog tegen de piraten te leiden. De wet werd ondanks grote tegenstand van Piso en de Optimates goedgekeurd. Kort daarop, toen de bevelen die Pompeius had gegeven niet werden uitgevoerd in Gallia Narbonensis, stelde Gabinius voor Piso, die werd gedacht hier voor iets tussen te zitten, uit zijn consulaat te ontzetten: een extreme maatregel die de voorzichtige Pompeius nooit zou toestaan.
Piso zou het niet gemakkelijk hebben tijdens zijn consulaat. Want datzelfde jaar stelde de tribunus plebis Gaius Cornelius verscheidene wetten voor, die waren gericht tegen het schaamteloze misbruik van de aristocratie. Piso verzette zich ten zeerste tegen al deze wetten, en wel het meest tegen een strenge wet om een eind te maken aan omkoping bij de verkiezingen. Maar daar de senaat niet zonder enig gezichtsverlies kon weigeren haar steun te verlenen aan het onderdrukken van dergelijke corrupte praktijken, deed zij het voorkomen dat de wet van Cornelius zo streng was, dat er aanklagers noch rechters zouden durven deze wet in de praktijk te brengen. Daarom stelden de consuls dus een minder strenge wet (Lex Atilia Calpurnia) voor, die een boete oplegde aan de dader, waarbovenop nog uitsluiting van de senaat en alle publieke ambten kwam. Het was zeker niet uit een verlangen om wens de corruptie bij verkiezingen te verminderen dat Piso zijn collega bijtrad in dit wetsvoorstel, want hij was zelf in het voorgaande jaar beschuldigd geweest zijn eigen consulaat door omkoping te hebben verkregen.
In 66 en 65 v.Chr. bestuurde Piso als proconsul de provincia Gallia Narbonensis, en hij zou in die tijd een opstand van de Allobroges onderdrukken. Zoals zoveel Romeinen voor hem, zou hij zich verrijken op de kap van zijn provincia. Hij zou in 63 v.Chr. worden verdedigd door Marcus Tullius Cicero, toen hij werd beschuldigd van uitpersing van de Allobroges en het ten onrechte executeren van een Galliër uit Gallia Transpadana. Deze laatste beschuldiging was tegen hem aangebracht op instigatie van Gaius Julius Caesar en Piso trachtte uit wraak Cicero, zij het zonder succes, ertoe te overhalen Caesar ervan te beschuldigen een van de samenzweerders van Lucius Sergius Catilina te zijn.
Piso moet nog voor het uitbreken van de burgeroorlog (49 v.Chr.) zijn overleden, maar in welk jaar precies is niet geweten. Cicero (Brut. 68.) schreef hem een aanzienlijk redenaarstalent toe.

## Antieke bronnen
- Plutarchus, Pompeius 25, 27.
- Cassius Dio, XXXVI 7, 20—22.
- Asconius in Cicero, Pro Cornelio, pp. 68, 75, ed. Orelli.
- Cicero, Epistulae ad Atticum I 1, 13, Pro Flacco 39.
- Sallustius, De Catilinae coniuratione 49.

## Referentie
- W. Smith, art. Piso (17), in W. Smith (ed.), A Dictionary of Greek and Roman Mythology, III, Boston, 1867, p. 374.